# Каризька сотня
Каризька сотня – адміністративно-територіальна та військова одиниця Сумського полку Слобідської України. Сотенний центр – слобода Кариж (тепер село Кариж Глушковського району Курської області Російської Федерації) на річці Сейм, заснована 1657. Припинила існування після 1722 - внаслідок захоплення та привласнення більшості територій сотні московськими можновладцями, протегованими царською родиною.

## Історія
Одна із так званиї присеймських сотень Сумського полку, розташована в його північній частині вздовж лівого берегу річки Сейм – від гирла її притоків річок Крепна і Снагість на сході - до гирла річки Вижлиця на заході.
Утворилася внаслідок залюднення українськими переселенцями в 1650-1670-х. Певний час перебувала у складі Білопільської сотні, виділившись з її складу 1676. Виникла в результаті протистояння українців із московськими служилими людьми 1696-1697.
Одна з перших сотень Слобідської України, яка була анексована Московщиною. 1722 вона повністю ліквідована, а її територія виведена зі складу Сумського полку. 

### Сотники каризькі
- Куколь Степан N (? – до 1694 ?) – був ворожбянським (?-1685-?) і білопільським (?-1694-1711-?) сотником;
- Яковлєв Тимофій N (?-1707 – 07.1708 -?);
- Жуков Степан Васильович (1710-і рр.?);
- Кохановський Іван Андрійович (?-1716 – 1722-?) – остання згадка стосується факту вигнання сотника власником Путивльської суконної мануфактури у 1722 р.

### Старшини та урядники
- Другаленко (Другл) Максим Григорович (1676 – ?) – отаман с. Зване;
- Мерленко Матвій N (?-1705-?) – отаман с. Кульбаки.